# Vía Julia
Vía Julia es una rambla situada en el distrito barcelonés de Nou Barris, entre los barrios de Verdún y Prosperidad. Su recorrido discurre entre la Ronda de Dalt hasta la plaza de la República. Catalogada como rambla desde 1986, consta de tres aceras (una intermedia) bastante arboladas y dos calzadas de tres carriles (uno destinado a aparcamientos de zona azul) en el tramo sud (que va desde la plaza Francesc Layret hasta la plaza de la República y de un carril en el tramo norte (desde la Vía Favencia/Cinturón de Ronda hasta la plaza Francesc Layret). La vía antes era una herida que partía Verdún con el barrio de Prosperidad, con anchos y cotas diferentes y con un gran promontorio difícil de camuflar: la carcasa del túnel de la L4 del Metro de Barcelona. El espacio que ocupa hoy en día la Vía Julia está formado por las antiguas calles de Portallada y la calle de Cuarenta metros, esta última durante un tiempo paso a llamarse calle de Karl Marx, pero con la llegada del general Francisco Franco al poder tras la guerra civil española volvió a cambiar su nombre al de calle de Cuarenta metros. Posteriormente en la década de los 80, estas dos calles dieron lugar a la actual Via Julia, nombre que proviene del nombre oficial de la antigua Barcino romana: Colonia Iulia Augusta Faventia Paterna Barcino. 

Vía Julia en junio de 2020
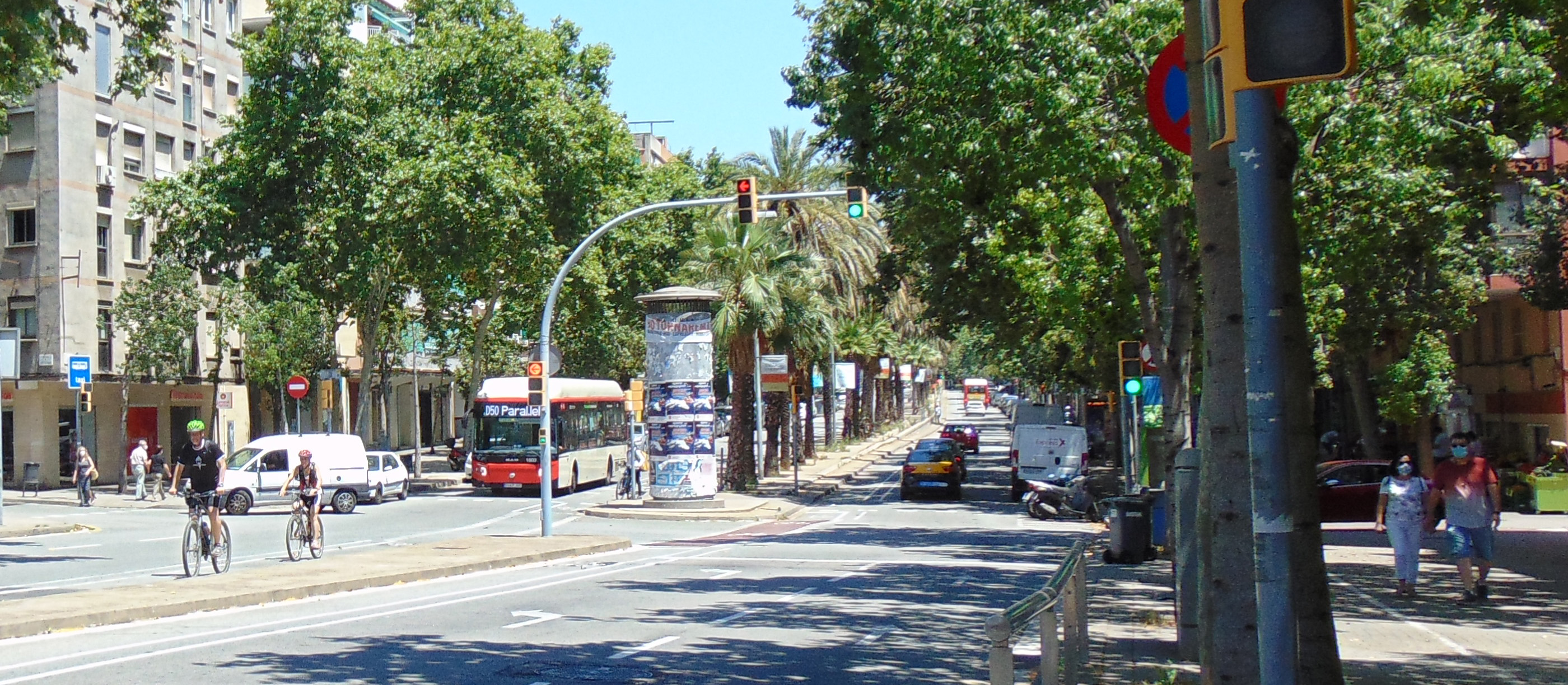
Principìo de la Vía Julia
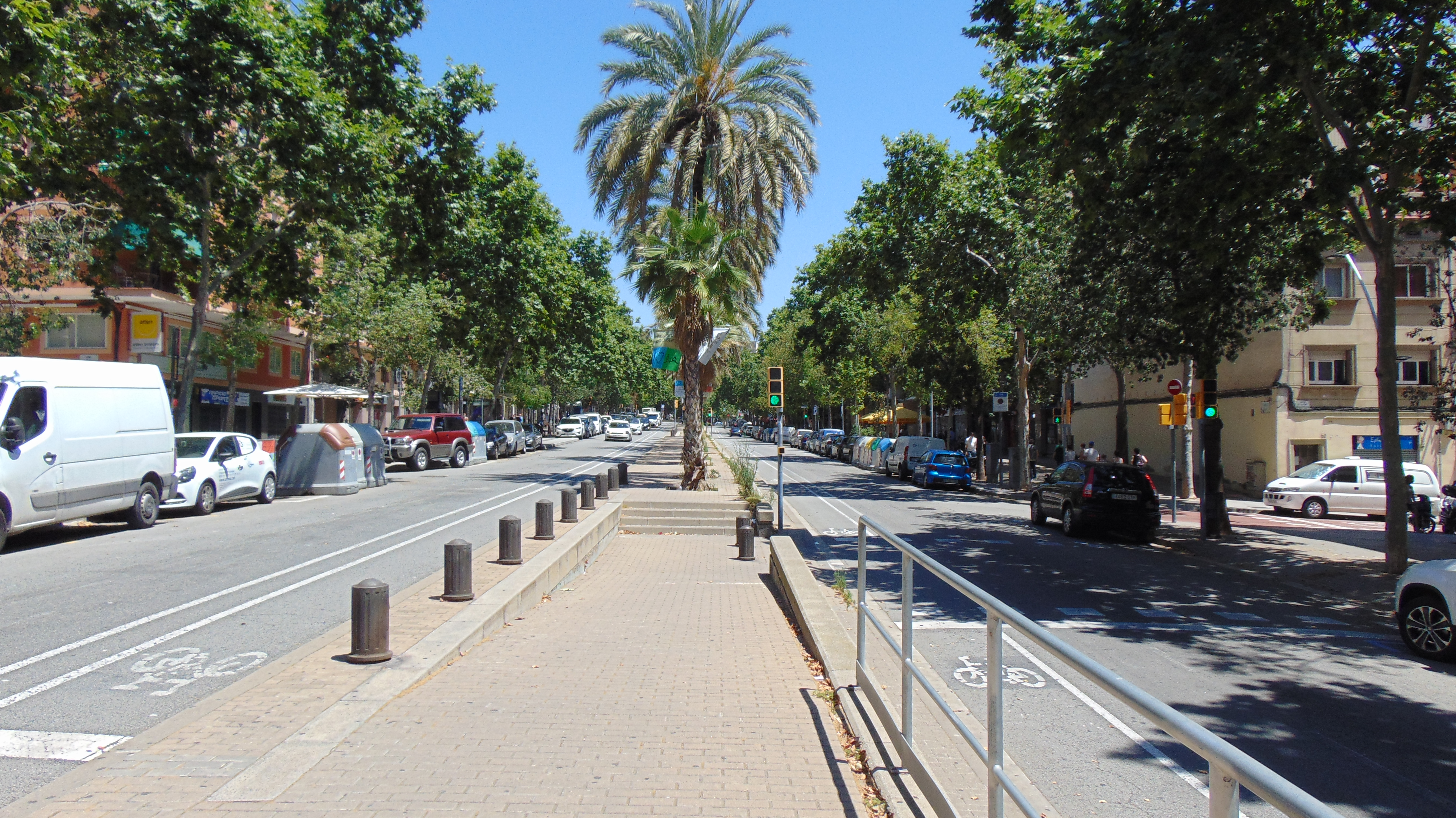
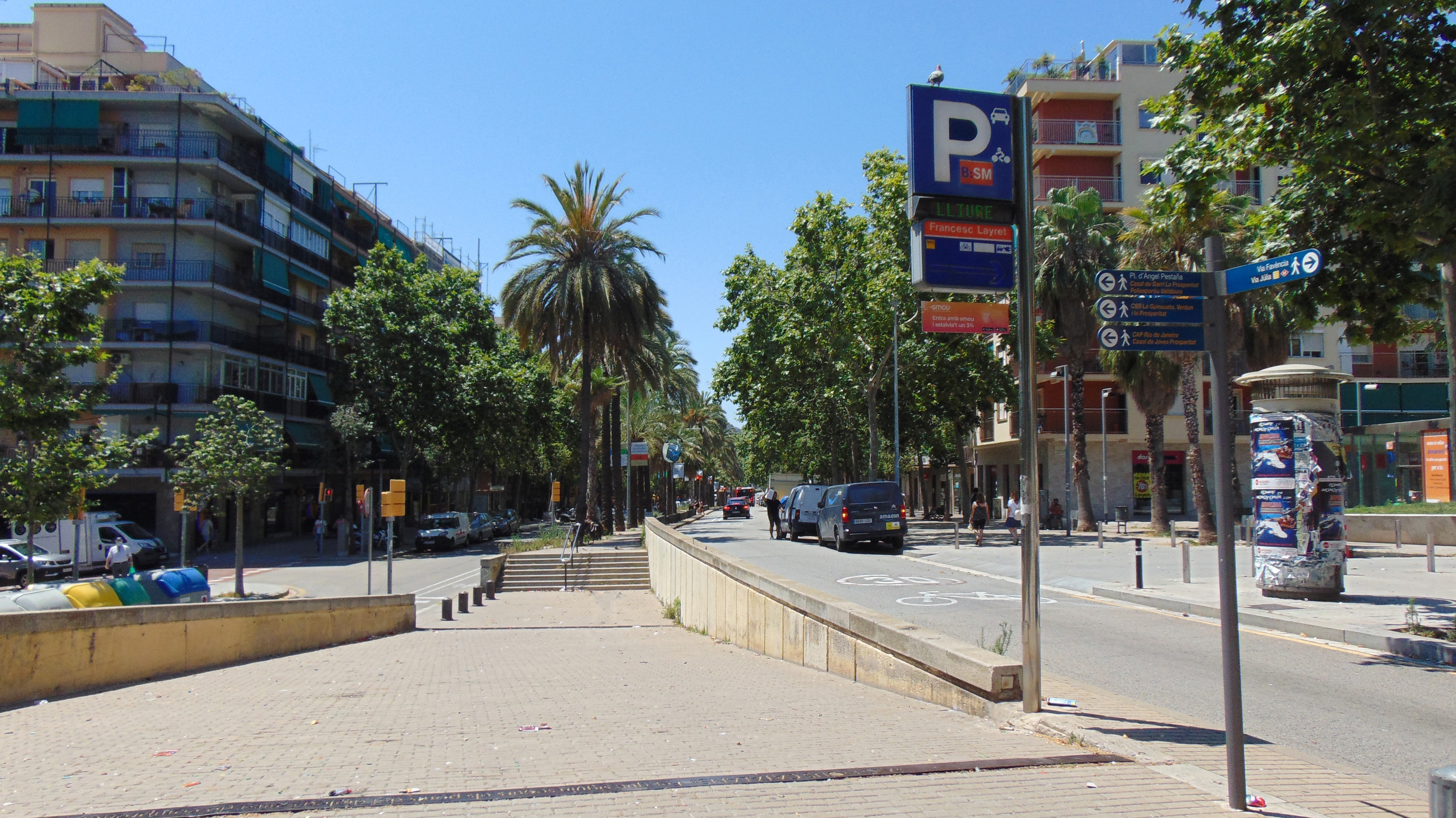
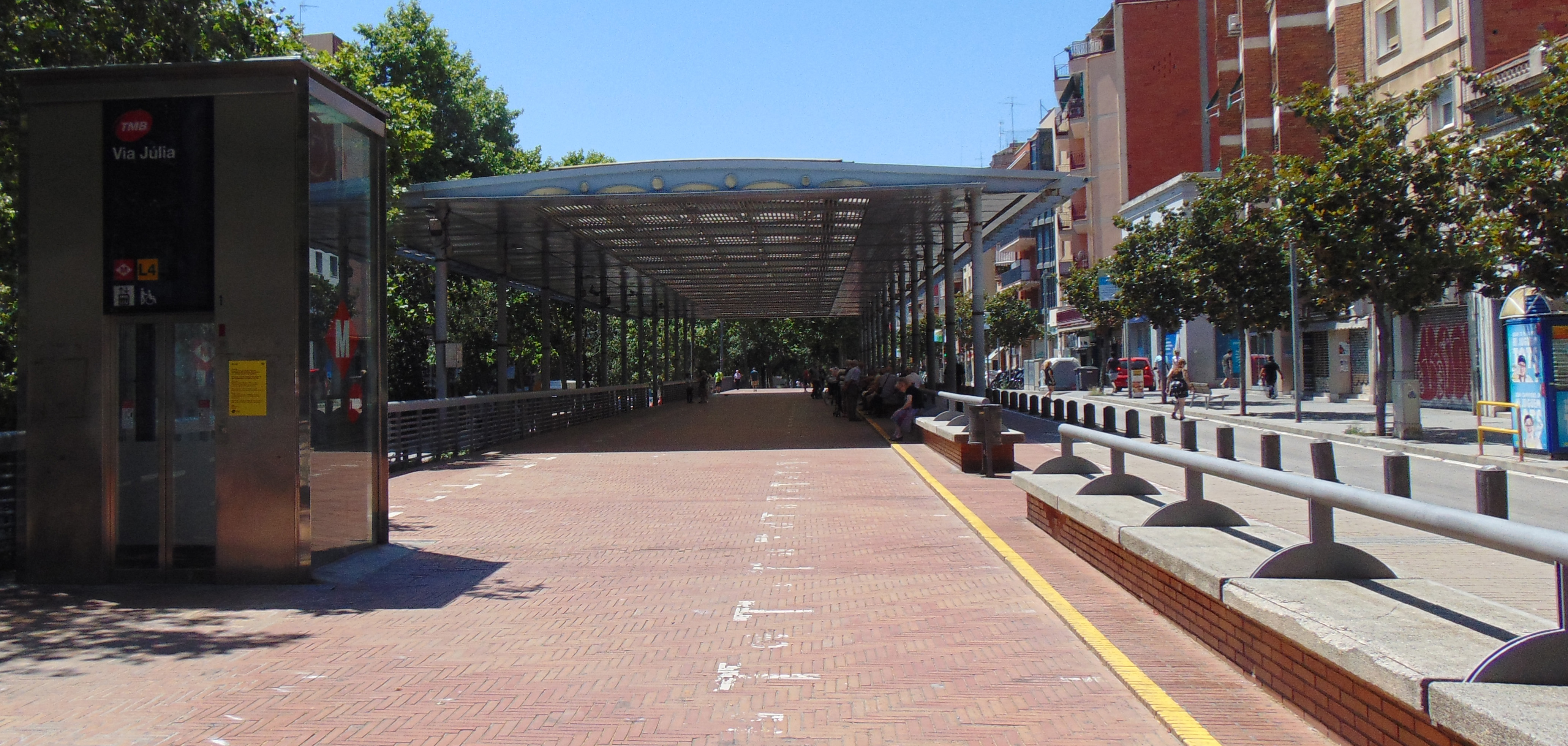
Zona de la Marquesina y acceso al Metro
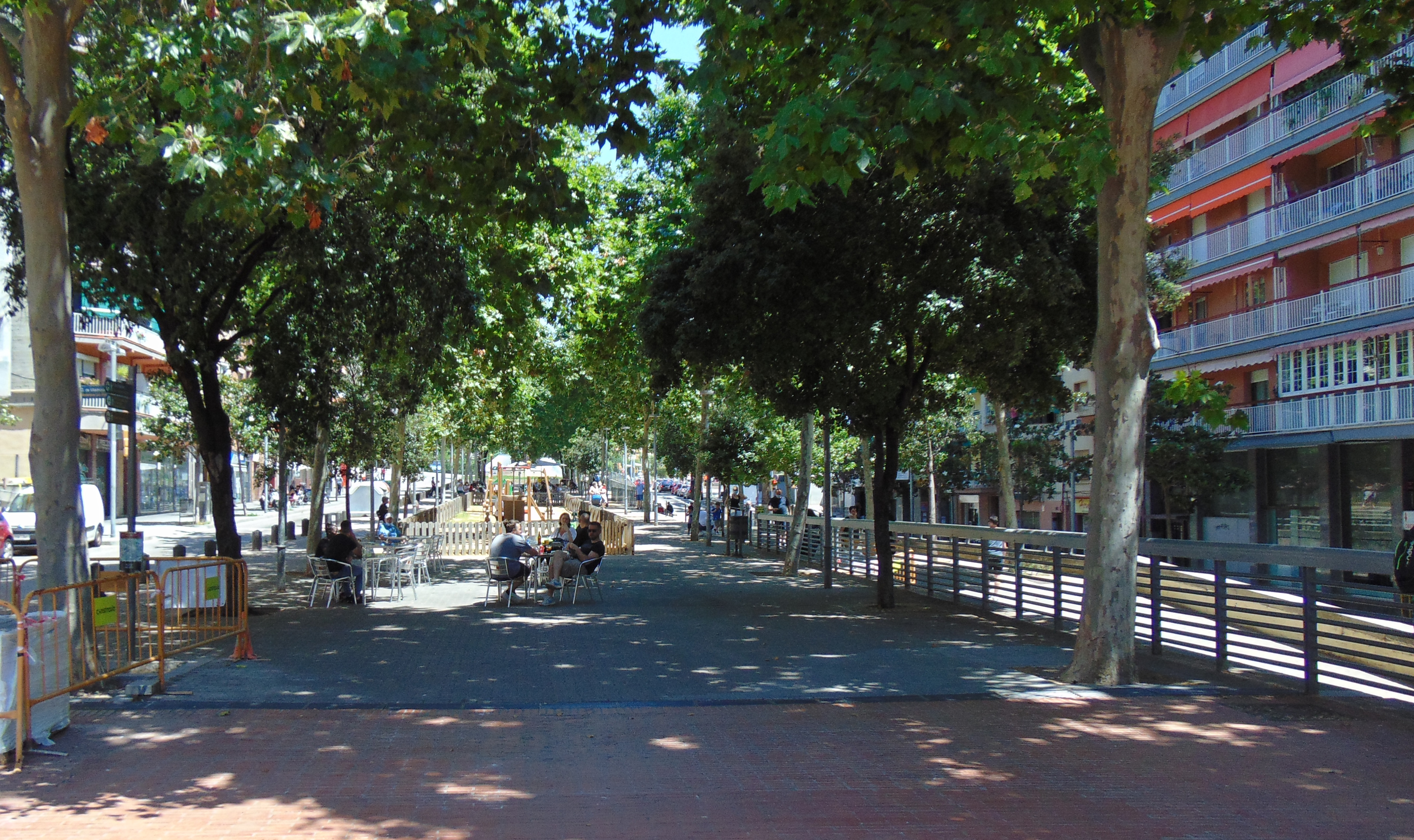
Zona de Terrazas y Parque Infantil
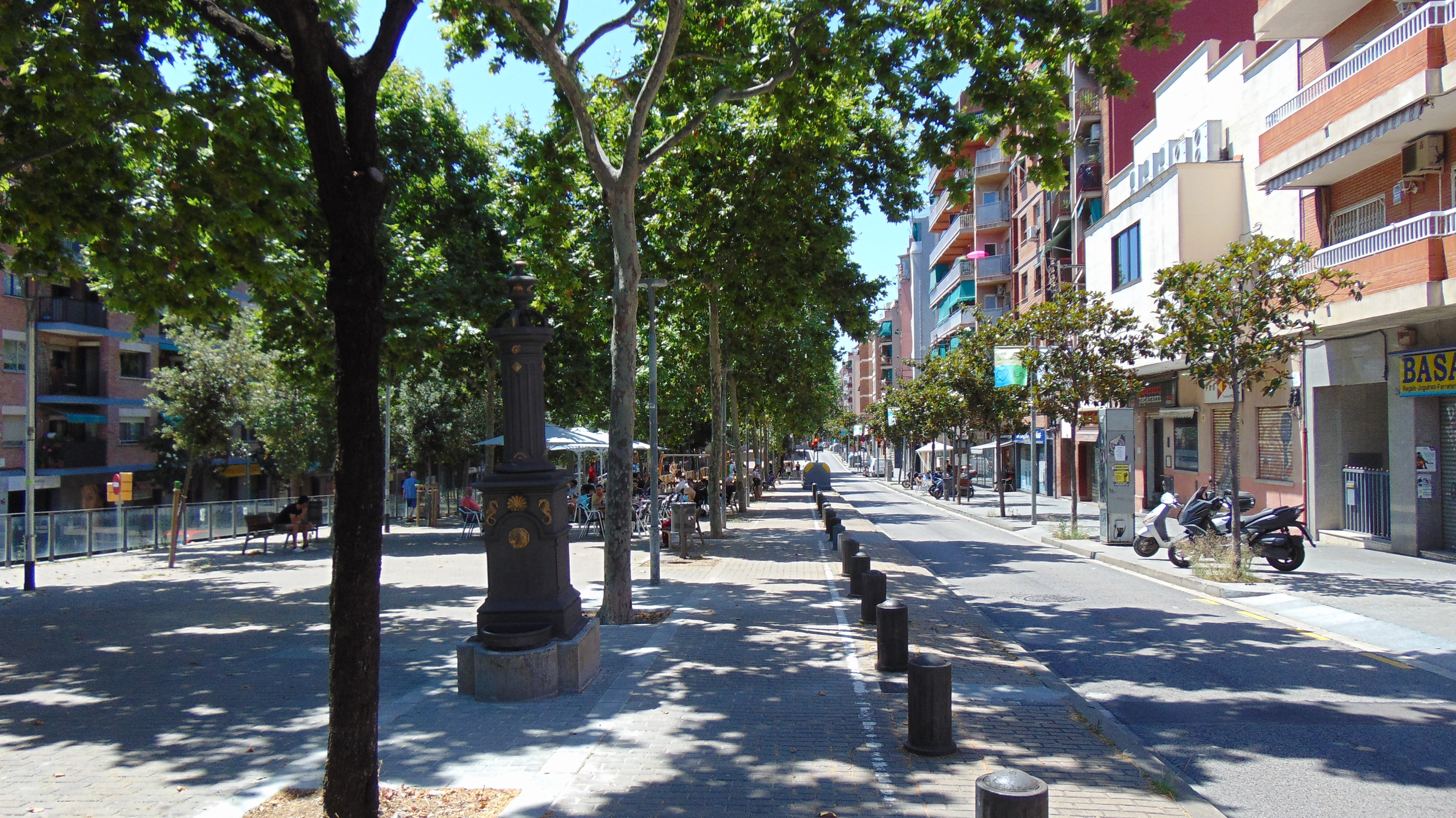

## Esculturas y monumentos
Un gran proyecto de reurbanzación la convirtió en uno de los paseos más bien resueltos de todo Nou Barris, que además ha sido enriquecido con cinco esculturas notables:

### "Torre de Llum"
Diseñado por Antoni Rosselló. También llamado popularmente "pirulí", "la xeringa" o "monument al ionqui" (la jeringa y monumento al yonqui en castellano), es un monumento Monolito que pretendía ser un faro urbano, pero que como faro no ha funcionado nunca. Consta de una base metálica de hierro colado, coronado por una estructura por la que traspasa la luz.

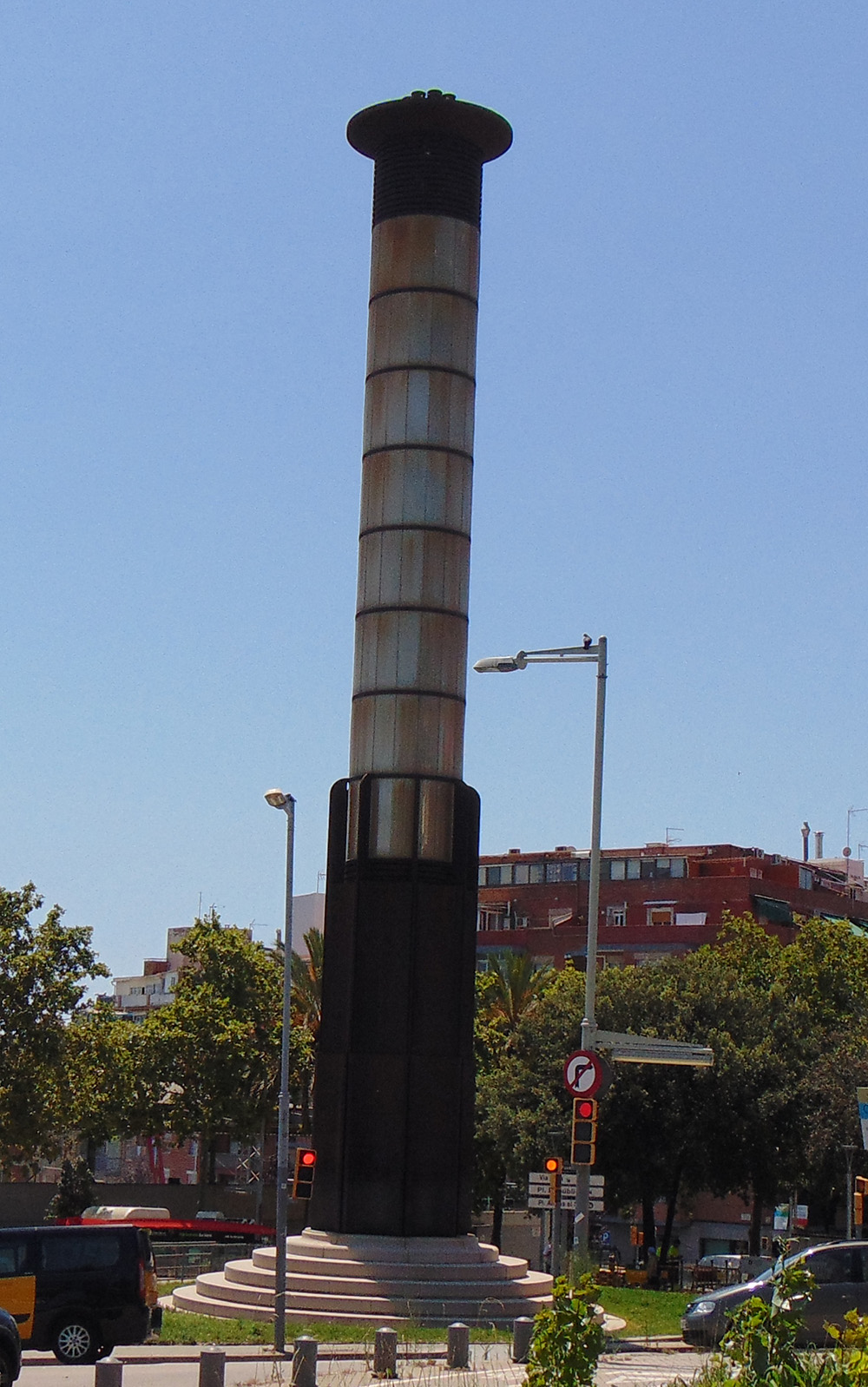

### "Escullera"
Diseñada por Jaume Plensa, es un conjunto de tres esculturas antropomorfas (se podría decir padre, madre e hijo) de hierro colado que se colocaron sobre unas rocas, aprovechando la forma escalonada de la plaza Francesc Layret en 1988. 
Posteriormente, aprovechando la construcción de un aparcamiento, se remodeló la plaza para, entre otras cosas, dotarla de mejores instalaciones y un entorno más agradable para los ciudadanos y ciudadanas, y reconvertirla en 'plaza dura' (plaza donde predominan superficies duras). La nueva plaza se inauguró el 14 de diciembre de 2002.
El 29 de enero de 1999 quedaron colocadas en tres niveles diferentes en el ensanche de la calle Conflent. La más grande, en la acera del lado mar de la Via Júlia, las otras dos en medio de los parterres de hierba que bajan hacia la plaza de Àngel Pestaña.
Jaume Plensa las describía así: «La escultura no es una cuestión de voyeurismo, se debe poder compartir, caminar a su alrededor, atravesarla, entrar dentro. La escultura es, de hecho, un pretexto para provocar un movimiento, interior ciertamente, pero también físico y en diversas direcciones que no se pueden controlar».
No obstante, este grupo de esculturas están completamente degradadas en un entorno que no las acompaña en absoluto a raíz de la reforma de la plaza Francesc Layret.

### "Júlia (els Altres Catalans)"
Obra de Jaume Plensa. También llamada popularmente "R de Roquetes" o "L'Arbre dels Penjats". Es una estructura en forma de R en hierro colado simulando el óxido. Quiere simbolizar un homenaje a la población emigrante. Es uno de los monumentos más reconocidos del barrio.

### Monument a José Anselmo Clavé
Monumento de autor desconocido dedicado a José Anselmo Clavé. Monolito de granito pulido adornado con relieves en bronce.

### La República
Conjunto monumental que consta de una estatua de Josep Viladomat en bronce instalada en el centro de un diseño monumental en hierro colado de los arquitectos Helio Piñón y Albert Viaplana, así como también un medallón de bronce diseñado por Joan Pie dedicado al presidente de la I República Francisco Pi y Margall en la rotonda de la plaza de la República. 
La estatua y el medallón formaban parte del monumento "El llapis", en la plaza del Cinco de Oros, confluencia de la avenida Diagonal con paseo de Gracia. El monumento fue inaugurado por el presidente de la Generalidad Lluís Companys el domingo 12 de abril de 1936. La alcaldía franquista retiró la estatua de Josep Viladomat y el medallón en honor a Francesc Pi i Margall, obra de Joan Pie, el 13 de enero de 1939. En su lugar se colocaron una estatua con símbolos fascistas (como el típico brazo en alto) y un escudo preconstitucional con una gran águila, conocido como "El Gran Lloro". Desde entonces la plaza se conoció como la "Plaza de la Victoria"
La escultura y el medallón sobrevivieron milagrosamente escondidos en unos almacenes propiedad del ayuntamiento en la calle Welligton, salvados por algunos funcionarios republicanos. Se redescubrieron en la década de 1980 y, tras estar unos años en la plaza Sóller del barrio vecino de Porta, se decidió reubicarla en su posición actual en 1990.